# Infinity (Yann Tiersen)
∞ (anche noto come Infinity) è l'ottavo album discografico in studio del musicista francese Yann Tiersen, pubblicato nel 2014.

## Tracce
1. ∞ (Infinity) – 2:58
2. Slippery Stones – 4:18
3. A Midsummer Evening – 4:13
4. Ar Maen Bihan – 6:53
5. Lights – 3:41
6. Grønjørð – 5:24
7. Steinn – 4:14
8. In Our Minds – 5:12
9. The Crossing – 5:43
10. Meteorites – 6:49